# Hempens
Hempens (Fries: Himpens) is een dorp in de gemeente Leeuwarden, in de Nederlandse provincie Friesland. Hempens ligt direct ten zuiden van de stad Leeuwarden in de wijk Hempens/Teerns & Zuiderburen. Hempens vormt samen met Teerns een tweelingdorp. In 2023 telde het dorp 295 inwoners. De twee dorpen worden gescheiden van elkaar door Nauwe Greuns.
De voormalige buurtschappen Zuiderburen en Hoek lagen in het dorpsgebied van Hempens. 

## Geschiedenis
Het dorp is van oorsprong een streekdorp. In 1463 werd de plaats al vermeld als Hempens; aan deze spelling werd door de eeuwen heen vrij standvastig vastgehouden. De plaatsnaam verwijst naar  de persoon Hempe.
In 1806 werd er een oudere kerk vervangen, maar deze brandde in 1945 bijna geheel af. De kerk werd in 1948 herbouwd, de huidige Martinuskerk. Het dorp is verder gegroeid in de periode daarna. In 1993 werd een deel van het dorpsgebied van het tweelingdorp officieel aangewezen als uitbreidingsgebied van de stad Leeuwarden. In de periode daarna ontwikkelde de wijk Zuiderburen, vernoemd naar de gelijknamige buurtschap.
In 2012 werd de dorpsvaart, die in de jaren 60 van de twintigste eeuw gedempt werd, weer uitgegraven.

## Sport
In 2009 is de korfbalvereniging van Hempens samengegaan met die uit Goutum. De vereniging heet Wêz Warber en Fluch. Het dorp heeft verder enkele kleinere sportverenigingen zoals een biljartclub.

## Cultuur
In Hempens staat het gezamenlijk dorpshuis van het tweelingdorp, waarin onder meer een toneelvereniging zit. Tezamen hebben de dorpen een maandelijkse dorpskrant.
De gezamenlijke dorpsbelangenvereniging beheert een amfitheater aan het water, met veel culturele evenementen in de lente en de zomer.

## Onderwijs
Hempens heeft een tijdje een school gehad; de Skoalledyk herinnert daar nog aan.